# 兴安乌头
兴安乌头（学名：Aconitum ambiguum）为毛茛科乌头属下的一个种。

## 扩展阅读
- 維基物種上的相關：兴安乌头